# Ereb Altor
Ereb Altor var ett tillbehör till rollspelet Drakar och Demoner och det oegentliga namnet på den mest kända kampanjvärlden till Drakar och Demoner. Ereb Altor gavs ut första gången 1989 av Äventyrsspel och nytrycktes 1994, då i form av en tjock bok.
Ereb Altor bestod av en tjock box med fyra häften i G5-format (Spelledarboken, Spelarboken, Kampanjboken och Äventyrsboken) samt en vikt fyrfärgskarta i storlek A2. Spelledarboken innehöll detaljerade beskrivningar av tolv länder på Ereb, Spelarboken allmän beskrivning av dessa länder för att spelarna skulle få rätt känsla för dem, Kampanjboken information om världen som sådan och Äventyrsboken två kompletta äventyr.

## Om Ereb Altors framväxt
Ereb Altor var ursprungligen en idé att knyta ihop de olika äventyren och kampanjmiljöerna som givits ut till Drakar och Demoner i en och samma värld. Tanken var först att världsbeskrivningen skulle komma med i Drakar och Demoner Gigant från 1987, men arbetet bedömdes vara så omfattande att de idéerna ströks. I stället bestämdes att Ereb Altor skulle bli en egen produkt och arbetet inleddes våren 1987. Anders Blixt gavs i uppdrag att skissa på kartor och göra en historik och det var tänkt att världen skulle vara en fantasy-version av vår värld.
I Sinkadus 10, november 1987, publicerades så den famösa "Medelhavskartan", där länderna Kardien och Zorakin upptog den Iberiska halvön, Erebos upptog Italien och "Berendia" (Berendien) och Felicien upptog Grekland och sydvästra Balkan. Caddo var ett kraftigt uppförstorat Mallorca. Den kartan "sköts sönder av en missnöjd läsekrets", som Anders Blixt senare uttryckt det. Tankarna om en fantasyversion av Jorden lades undan och Erik Granström lejdes in att rita en ny karta och skriva historien. I arbetet lånade han gärna ord och begrepp från Mesopotamien och Babylonien.
När Ereb Altor släpptes i juni 1989 blev den den snabbast säljande rollspelsprodukt som dittills givits ut i Sverige och med tiden en av de mest sålda enskilda produkterna.

## Om världen
Altor är ett perfekt klot med omkrets på drygt 3000 mil. Vid nordpolen härskar en förlamande köld, medan sydpolen är mördande het.
Det västra halvklotet upptas av de sex kontinenterna Ereb (motsvarar ungefär Europa), Samkarna, Soluna, Irendor och Akrogal. Innanhavet Kopparhavet skiljer Ereb från de sydliga Samkarna och Soluna. Öster om Ereb ligger den vidsträckta kontinenten Akrogal om vilket lite är känt. Irendor är namnet på den världsdel söder om Akrogal som omfattar Drakarnas arkipelag, Drakonia, Glashavet, Irendor, Valgussjön och Yndar.
Längst i norr, i närheten av det som på Altor kallas Nordpolen, eller i Chronopia, Fryskanten, ligger de frusna länderna Orghin, Sanithsid och Tundra.
Det östra halvklotet upptas av de tre kontinenterna Pandaros, Saneno och Jargal. Jargal och Pandaros skiljs åt av den Södra Oceanen och Ribetfloden, eller Kejsarkanalen som den också kallas.
I Drakar och Demoner Samuraj lanserades 1987 ögruppen Jih-pun som sades vara beläget på andra sidan havet, långt väster om Trakorien.
Altor har fyra oceaner: Norra ishavet, Västerhavet, Österhavet och Magmaoceanen.
Altor omkretsas av en liten sol, en större och åtta mindre månar, fixsfären där stjärnorna är fästa samt den periodiskt återkommande röda månen Raukhra. Alla dessa himlakroppar utom fixsfären är mindre än Altor.
Kontinenterna Samkarna och Soluna upptas i norr av djungler och stora skogar och i söder av öknar. Dessa kontinenter är endast beskrivna översiktligt av Target Games. Viss information finns i andra produkter (Sinkadus 30, Krilloan).

## Om Ereb
- På södra Ereb, vid Kopparhavet, ligger länderna Kardien, Zorakin, Caddo, Erebos, Jorpagna, Landori, Berendien, Felicien och Hynsolge.
- Nordvästra Ereb upptas av länderna Goiana, Kasenu, Mereld, Bzegusta, Magilre, Klomellien och Trakorien.
- Norra Ereb består av Ljusna, Mirel, Palinor, Ransard och Jorduashur.
- Centrala Ereb består av de glesbefolkade regionerna Torshem och Nargur.
- Östra Ereb består av Barbia, Cereval, Nidland och Krun.
Ereb har, med viss rätta, beskyllts för att vara ett "lapptäcke" av länder och kulturer med litet eller obefintligt sammanhang, beroende på att många författare var inblandade och att det inte fanns någon stark samordnande funktion i arbetet.

## Böckerna
- Spelledarboken, den tjockaste av böckerna, innehåller detaljerad information om tolv länder i Ereb (Caddo, Cereval, Erebos, Felicien, Hynsolge, Jorduashur, Kardien, Klomellien, Nidland, Ransard, Trakorien och Zorakin) och mycket kortfattad information om ytterligare sex länder (Berendien, Jorpagna, Krun, Magilre, Monturerna och Torshem).
- Spelarboken, avsedd för spelarna, innehåller skönlitterära texter om de olika länderna, tänkta att inspirera spelarna och spelledaren.
- Kampanjboken innehåller information om Altors och Erebs historia, klimat, kulturer, folkslag, språk och annat som inte är specifikt för ett visst land.
- Äventyrsboken, det tunnaste häftet, innehåller två kortare äventyr. Det första, Enhörningen och drakormen, utspelar sig i det av inbördeskrig sönderslitna Hynsolge, där rollpersonerna tagit tjänst som legosoldater i en av arméerna. Enhörningen och drakormen kan tjäna som inledning till Den nidländska reningen. Det andra äventyret, Edsbrytaren i Erebos, handlar om en köpman som blivit utblottad och behöver rollpersonernas hjälp för att få upprättelse.

## Andra produkter i samma värld
Flera av länderna och regionerna har fördjupats ytterligare i olika produkter utgivna av Target Games.
- Caddo (Sinkadus 3)
- Kardien, Zorakin och Goiana (Drakar och Demoner Ivanhoe)
- Jorpagna (historien om det jorpagniska kejsardömet, Sinkadus 30)
- Trakorien
- Magilre
- Barbia
- Berendien, Landori, Hynsolge, Nidland (Den nidländska reningen)
- Kandra, stad i Berendien
- Torshem
- Nohstril, stad i Erebos (Sinkadus 25 och 29)
- Krilloan
- Pandarealia, ögrupp sydväst om Ereb (Härskarserien)
- Felicien, Erebos m.fl. länder kring Kopparhavet (Kopparhavets kapare)
- Jih-pun, en ö 3 månaders seglats väster från Ereb (Drakar och Demoner Samuraj)

## Altors baksida
Efter att Target Games hade övergivit Ereb Altor och lanserat Chronopia gjordes ett försök att knyta ihop de två i kampanjmodulen Altors baksida, där Chronopia placerades på östra halvklotet. Alla Ereb Altor-spelare har dock inte erkänt Chronopias existens på Altor.

## Ereb Altor i dag
Trots att den senaste produkten till Ereb Altor - Den femte konfluxen - gavs ut 1994, spelas fortfarande i världen. Ereb Altor-boxen betingar ett högt värde på begagnatmarknaden, 500-1000 kr beroende på skicket. Många av produkterna har skannats in och sprids som PDF-dokument via fildelarnätverk.